# 魯德卡 (舊維日夫卡區)
51°24′36″N 24°21′49″E / 51.41000°N 24.36361°E
魯德卡（烏克蘭語：Рудка），是烏克蘭的村落，位於該國西部沃倫州，由科韋利區負責管轄，始建於1508年，面積1.25平方公里，海拔高度168米，2001年人口184，人口密度每平方公里147.55人。